# Listă de filme britanice din 1965
Aceasta este o listă de filme britanice din 1965:

## Lista
| Titlu                                          | Regizor               | Distribuție                                                  | Gen                   | Note |
| ---------------------------------------------- | --------------------- | ------------------------------------------------------------ | --------------------- | --- |
| The Alphabet Murders                           | Frank Tashlin         | Tony Randall, Anita Ekberg, Robert Morley                    | Mystery               | |
| The Amorous Adventures of Moll Flanders        | Terence Young         | Kim Novak, Richard Johnson                                   | Comedy                | |
| The Battle of the Villa Fiorita                | Delmer Daves          | Maureen O'Hara, Richard Todd                                 | Drama                 | |
| Be My Guest                                    | Lance Comfort         | David Hemmings, Avril Angers                                 | Musical               | |
| The Bedford Incident                           | James B. Harris       | Richard Widmark, Sidney Poitier                              | Thriller              | |
| The Big Job                                    | Gerald Thomas         | Sid James, Sylvia Syms, Dick Emery                           | Comedy                | |
| The Brigand of Kandahar                        | John Gilling          | Ronald Lewis, Oliver Reed                                    | Colonial adventure    | |
| Bunny Lake Is Missing                          | Otto Preminger        | Laurence Olivier, Carol Lynley, Noël Coward                  | Mystery/thriller      | |
| Carry On Cowboy                                | Gerald Thomas         | Sid James, Kenneth Williams                                  | Comedy                | |
| Catacombs                                      | Gordon Hessler        | Gary Merrill, Georgina Cookson                               | Horror                | |
| Catch Us If You Can                            | John Boorman          | Dave Clark, Julian Holloway                                  | Drama/comedy          | Boorman's first film as director                                                                          |
| City Under the Sea                             | Jacques Tourneur      | Vincent Price, David Tomlinson, Tab Hunter                   | Sci-fi/adventure      | |
| The Collector                                  | William Wyler         | Terence Stamp, Samantha Eggar                                | Drama                 | |
| The Crooked Road                               | Don Chaffey           | Robert Ryan, Stewart Granger                                 | Thriller              | |
| Cup Fever                                      | David Bracknell       | Bernard Cribbins, David Lodge                                | Sports/family         | |
| Curse of the Fly                               | Don Sharp             | Brian Donlevy, George Baker                                  | Horror                | |
| Curse of Simba                                 | Lindsay Shonteff      | Bryant Haliday, Dennis Price                                 | Horror                | |
| Darling                                        | John Schlesinger      | Julie Christie, Laurence Harvey, Dirk Bogarde                | Drama                 | Number 83 in the list of BFI Top 100 British films; winner of three Academy Awards and an award at Moscow |
| Devils of Darkness                             | Lance Comfort         | William Sylvester, Carole Gray                               | Horror                | |
| Dr. Terror's House of Horrors                  | Freddie Francis       | Christopher Lee, Max Adrian                                  | Horror                | |
| Dr. Who and the Daleks                         | Gordon Flemyng        | Peter Cushing, Roy Castle, Jenny Linden                      | Science fiction       | |
| The Early Bird                                 | Robert Asher          | Norman Wisdom, Edward Chapman, Bryan Pringle                 | Comedy                | |
| Every Day's a Holiday                          | James Hill            | John Leyton, Michael Sarne                                   | Musical/comedy        | |
| The Face of Fu Manchu                          | Don Sharp             | Christopher Lee, Nigel Green                                 | Thriller              | Anglo-German co-production                                                                                |
| Fanatic                                        | Silvio Narizzano      | Tallulah Bankhead, Stefanie Powers                           | Horror                | |
| Ferry Cross the Mersey                         | Jeremy Summers        | Gerry Marsden, Cilla Black, Jimmy Savile                     | Musical               | |
| Four in the Morning                            | Anthony Simmons       | Ann Lynn, Brian Phelan, Judi Dench, Norman Rodway, Joe Melia | Drama                 | BAFTA Film Award                                                                                          |
| Game for Three Losers                          | Gerry O'Hara          | Michael Gough, Mark Eden                                     | Drama                 | [ 1 ] |
| Genghis Khan                                   | Henry Levin           | Stephen Boyd, Omar Sharif                                    | Historical            | Co-production                                                                                             |
| Gonks Go Beat                                  | Robert Hartford-Davis | Kenneth Connor, Frank Thornton, Lulu                         | Sci-fi/musical        | |
| He Who Rides a Tiger                           | Charles Crichton      | Tom Bell, Judi Dench, Paul Rogers                            | Crime drama           | |
| Help!                                          | Richard Lester        | The Beatles                                                  | Musical/comedy        | |
| The Heroes of Telemark                         | Anthony Mann          | Kirk Douglas, Richard Harris                                 | World War II          | |
| The High Bright Sun                            | Ralph Thomas          | Dirk Bogarde, George Chakiris Susan Strasberg                | Adventure Drama       | Also titled "McGuire, Go Home"                                                                            |
| A High Wind in Jamaica                         | Alexander Mackendrick | Anthony Quinn, James Coburn                                  | Adventure             | |
| The Hill                                       | Sidney Lumet          | Sean Connery, Harry Andrews                                  | World War II/drama    | |
| Hysteria                                       | Freddie Francis       | Robert Webber, Jennifer Jayne                                | Thriller              | |
| The Intelligence Men                           | Robert Asher          | Eric Morecambe, Ernie Wise                                   | Spy comedy            | |
| The Ipcress File                               | Sidney J. Furie       | Michael Caine, Nigel Green, Sue Lloyd                        | Spy/thriller          | Number 59 in the list of BFI Top 100 British films                                                        |
| Joey Boy                                       | Frank Launder         | Harry H. Corbett, Stanley Baxter                             | Comedy                | |
| The Knack …and How to Get It                   | Richard Lester        | Michael Crawford, Rita Tushingham                            | Comedy                | Won the Palme d'Or at the 1965 Cannes Film Festival                                                       |
| Lady L                                         | Peter Ustinov         | Sophia Loren, Paul Newman, David Niven                       | Comedy                | |
| Licensed to Kill                               | Lindsay Shonteff      | Tom Adams, John Arnatt, Peter Bull                           | Spy comedy/thriller   | |
| Life at the Top                                | Ted Kotcheff          | Laurence Harvey, Jean Simmons                                | Drama                 | |
| The Liquidator                                 | Jack Cardiff          | Rod Taylor, Trevor Howard, Jill St. John, David Tomlinson    | Spy comedy thriller   | |
| The Little Ones                                | Jim O'Connolly        | Carl Gonzales, Kim Smith                                     | Family                | |
| Lord Jim                                       | Richard Brooks        | Peter O'Toole, James Mason, Eli Wallach                      | Drama/adventure       | |
| Masquerade                                     | Basil Dearden         | Cliff Robertson, Jack Hawkins                                | Comedy/thriller       | |
| Mozambique                                     | Ralph Lynn            | Steve Cochran, Hildegard Knef, Paul Hubschmid                | Drama                 | Anglo-German co-production                                                                                |
| The Murder Game                                | Sidney Salkow         | Marla Landi, Ken Scott                                       | Crime                 | |
| The Nanny                                      | Seth Holt             | Bette Davis, Wendy Craig                                     | Drama                 | |
| The Night Caller                               | John Gilling          | John Saxon, Alfred Burke, Maurice Denham, Warren Mitchell    | Horror                | |
| Operation Crossbow                             | Michael Anderson      | George Peppard, Sophia Loren, Trevor Howard                  | Spy/thriller          | |
| Othello                                        | Stuart Burge          | Laurence Olivier, Maggie Smith, Frank Finlay                 | Literary drama        | |
| The Party's Over                               | Guy Hamilton          | Oliver Reed, Eddie Albert                                    | Drama                 | |
| The Pleasure Girls                             | Gerry O'Hara          | Francesca Annis, Ian McShane, Klaus Kinski                   | Drama                 | |
| Promise Her Anything                           | Arthur Hiller         | Warren Beatty, Leslie Caron                                  | Comedy                | |
| Repulsion                                      | Roman Polanski        | Catherine Deneuve, Ian Hendry, John Fraser                   | Thriller              | Won the Jury Prize at the 15th Berlin International Film Festival                                         |
| Return from the Ashes                          | J. Lee Thompson       | Maximilian Schell, Samantha Eggar                            | Thriller              | |
| The Return of Mr. Moto                         | Ernest Morris         | Henry Silva, Terence Longdon                                 | Thriller              | |
| Rotten to the Core                             | John Boulting         | Anton Rodgers, Charlotte Rampling, Eric Sykes                | Comedy                | |
| San Ferry Ann                                  | Jeremy Summers        | Wilfrid Brambell, David Lodge                                | Comedy                | |
| Sands of the Kalahari                          | Cy Endfield           | Stuart Whitman, Stanley Baker, Susannah York                 | Adventure             | |
| Scruggs                                        | David Hart            | Susannah York, Ben Carruthers                                | Drama                 | [ 3 ] |
| The Secret of My Success                       | Andrew L. Stone       | James Booth, Shirley Jones                                   | Comedy                | |
| Shakespeare-Wallah                             | James Ivory           | Felicity Kendal, Shashi Kapoor, Madhur Jaffrey               | Drama                 | |
| She                                            | Robert Day            | Ursula Andress, Peter Cushing, John Richardson               | Adventure             | Based on the novel by H. Rider Haggard                                                                    |
| The Skull                                      | Freddie Francis       | Peter Cushing, Patrick Wymark                                | Horror                | |
| Spaceflight IC-1                               | Bernard Knowles       | Bill Williams, Kathleen Breck                                | Sci-fi                | |
| The Spy Who Came in from the Cold              | Martin Ritt           | Richard Burton, Claire Bloom, Oskar Werner                   | Spy thriller          | |
| A Study in Terror                              | James Hill            | John Neville, Donald Houston, John Fraser                    | Mystery               | |
| Ten Little Indians                             | George Pollock        | Shirley Eaton, Stanley Holloway, Wilfrid Hyde-White          | Mystery               | |
| Those Magnificent Men in their Flying Machines | Ken Annakin           | Stuart Whitman, Sarah Miles, James Fox                       | Comedy                | |
| Three Hats for Lisa                            | Sidney Hayers         | Joe Brown, Sophie Hardy, Una Stubbs                          | Musical               | |
| Operațiunea Thunderball                        | Terence Young         | Sean Connery, Claudine Auger, Adolfo Celi                    | Spy/action/James Bond | |
| The Truth About Spring                         | Richard Thorpe        | Hayley Mills, John Mills, James MacArthur                    | Adventure             | |
| The Uncle                                      | Desmond Davis         | Rupert Davies, Brenda Bruce                                  | Drama                 | |
| Up Jumped a Swagman                            | Christopher Miles     | Frank Ifield, Annette Andre, Suzy Kendall                    | Comedy/musical        | |
| Walk a Tightrope                               | Frank Nesbitt         | Dan Duryea, Patricia Owens                                   | Crime                 | [ 4 ] |
| The War Game                                   | Peter Watkins         | Michael Aspel                                                | Docu-drama            | Made for TV though released in cinemas                                                                    |
| Where the Spies Are                            | Val Guest             | David Niven, Françoise Dorléac                               | Spy thriller          | |
| Wholly Communion                               | Peter Whitehead       | Allen Ginsberg, Adrian Mitchell                              | Documentary short     | |
| You Must Be Joking!                            | Michael Winner        | Lionel Jeffries, Terry-Thomas                                | Comedy                | |
| Young Cassidy                                  | Jack Cardiff          | Rod Taylor, Julie Christie, Maggie Smith, Michael Redgrave   | Drama                 | |